# Mitsuhiro Misaki
Mitsuhiro Misaki (født 6. maj 1970) er en tidligere japansk fodboldspiller.
Han har spillet for flere forskellige klubber i sin karriere, herunder Cerezo Osaka.